# Alfredo Bruto da Costa
Alfredo Bruto da Costa (Goa, Goa Sul, Salsete, Margão, 5 de agosto de 1938 – Lisboa, 11 de novembro de 2016) foi um político português.

## Família
Filho de António Anastásio Bruto da Costa (Goa, Goa Sul, Salcete, Margão, 9 de Agosto de 1902 - Goa, Goa Sul, Salcete, Margão, 16 de Agosto de 1984) que liderou um grupo também conhecido como o "Círculo de Margão" que pretendia uma maior autonomia de Goa perante Portugal durante o Estado Novo, descendente directo por varonia de Marada Poi, Brâmane Gaud Saraswat do século XVI, e de sua mulher e prima (Goa, Goa Sul, Salcete, Margão, 20 de Janeiro de 1934) Lucília Esmeralda da Costa Barbosa (Goa, Goa Sul, Salcete, Margão, 19 de Agosto de 1912 - ?), ambos Goeses católicos.

## Biografia
Casado, licenciado em Engenharia Civil pelo IST Instituto Superior Técnico da Universidade Técnica de Lisboa, ocupou o cargo de Ministro da Coordenação Social e dos Assuntos Sociais no V Governo Constitucional da então Primeira Ministra Maria de Lurdes Pintassilgo.
Foi o 203.º Provedor da Santa Casa da Misericórdia de Lisboa de 1974 a 1980.
Doutorou-se em Ciências Sociais pela University of Bath, Reino Unido, com tese intitulada “O Paradoxo da Pobreza - Portugal, 1980-1989”, com equivalência ao Grau de Doutor em Sociologia, pela Universidade Nova de Lisboa.
Exerceu funções de docência universitária na Universidade Católica Portuguesa (UCP), no Instituto Superior de Economia e Gestão (ISEG) e no Instituto Superior de Ciências do Trabalho e da Empresa (ISCTE) e Catedrático na Faculdade de Direito da Universidade de Lisboa, nas áreas da pobreza e exclusão social, problemas sociais e política social.
Foi Presidente da CNJP - Comissão Nacional Justiça e Paz desde 2008 até finais de 2014.
Foi membro do Conselho de Estado entre Setembro de 2014 e Janeiro de 2016, em substituição de António José Seguro, que renunciou ao cargo quando perdeu as eleições internas do PS.
Morreu a 11 de novembro de 2016, aos 78 anos de idade, vítima de cancro, na sua residência, em Lisboa.
A 17 de outubro de 2021, foi agraciado, a título póstumo, com o grau de Grande-Oficial da Ordem da Liberdade.

## Funções governamentais exercidas
- V Governo Constitucional
  - Ministro da Coordenação Social e dos Assuntos Sociais